# Re senza corona
Re senza corona è il secondo album in studio del rapper italiano Gianni Bismark, pubblicato il 18 gennaio 2019 per l'etichette Triplosette Entertainment e Universal Music Italia

## Tracce
1. Rolex – 2:07
2. Vita Amara (feat. Dark Polo Gang) – 2:44
3. Gianni B – 2:24
4. Pregiudicati (feat. Izi) – 2:18
5. So Finiti I Giochi – 2:54
6. Università (feat. Franco126) – 2:39
7. Soldi Sporchi (feat. Ntò) – 2:41
8. Anni 70 – 2:42
9. Fatte Furbo (feat. Ketama126 & Pretty Solero) – 2:18
10. Chitarra Romana – 1:29
11. Re Senza Corona – 2:18